# Biréli Lagrène

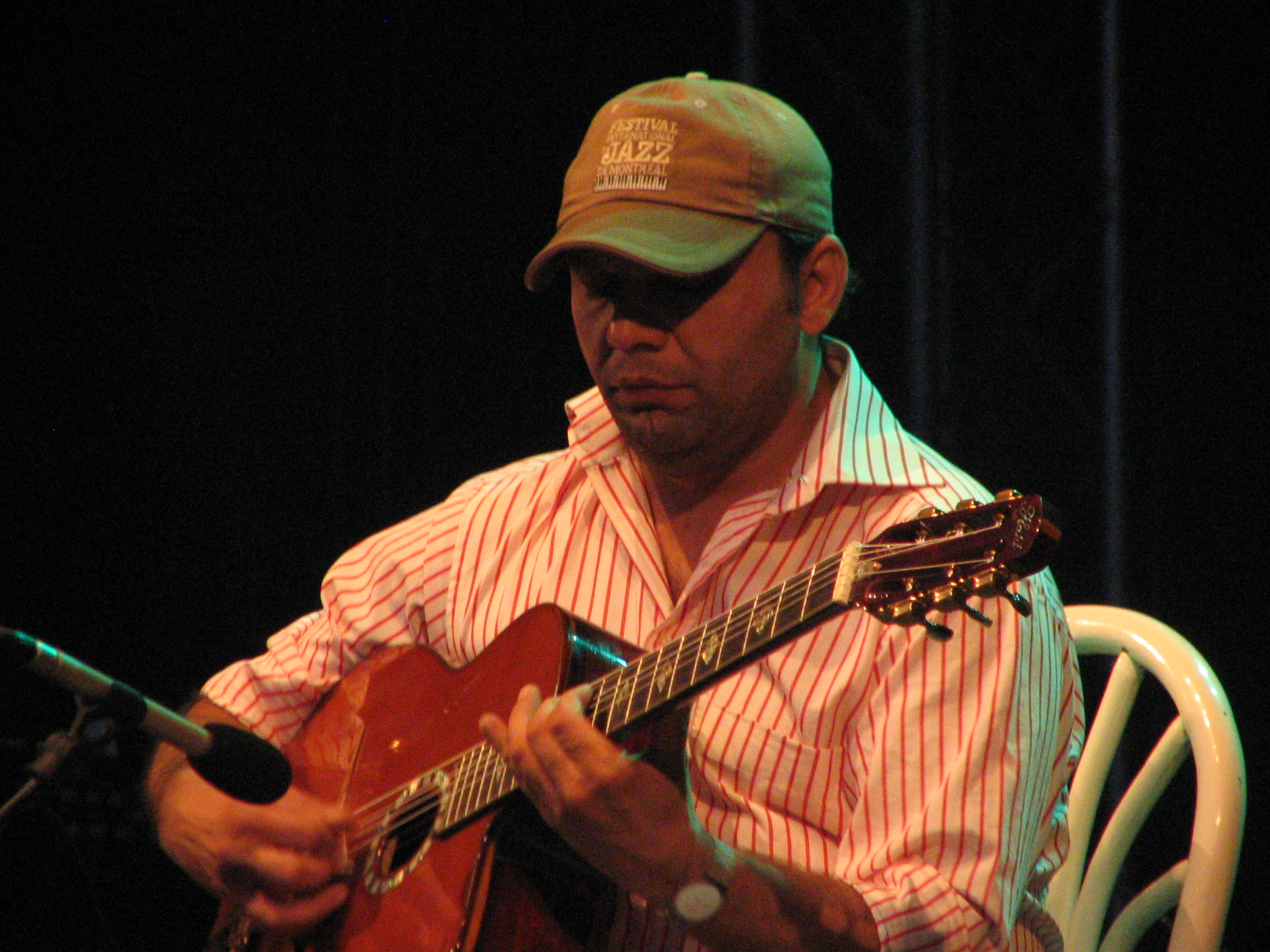
Biréli Lagréne.

Biréli Lagrène, född den 4 september 1966 på gränsen mellan Frankrike och Tyskland, är en romsk jazzgitarrist. Han började spela gitarr vid fyra års ålder, och lärde sig spela jazz när han var elva. Lagrène anses av många vara en av historiens bästa gitarrister.
Hans spelstil är tydligt influerad av den store gitarrlegenden Django Reinhardt.

## Diskografi

### Studioalbum
- 1981 – Bireli Swing 81'
- 1982 – Fifteen
- 1986 – Lagrene and guests
- 1988 – Foreign Affairs
- 1988 – Inferno
- 1990 – Acoustic Moments
- 1992 – Standards
- 1995 – My favourite Django
- 1998 – Blue Eyes
- 2001 – Gypsy Project
- 2002 – Gypsy Project & Friends
- 2005 – Move
- 2006 – Djangology
- 2006 – To Bi or not to Bi
- 2007 – Just the way you are
- 2008 – Electric side
- 2008 – Gypsy Routes